# Criotettix acutipennis
Criotettix acutipennis är en insektsart som beskrevs av Karsch 1900. Criotettix acutipennis ingår i släktet Criotettix och familjen torngräshoppor. Inga underarter finns listade i Catalogue of Life.